# بوليخني
بوليخني: (باليونانية:Πολίχνη)، (بالإنجليزية:Polichni)، مدينة يونانية ومركز لبلدية تقع في شمال البلاد وهي تقع ضمن سالونيك التي تتبع إدارياً لإقليم مقدونيا الوسطى الإداري.

## الموقع والسكان
تقع المدينة على ارتفاع 115 متر عن مستوى سطح البحر ضمن السهل الممتد شمال مدينة سالونيك، وتعتبر إحدى ضواحيها من الناحية الشمالية.
يبلغ عدد سكان المدينة حوالي 36 ألف نسمة (إحصائيات 2001).

## التسمية والتاريخ
كان اسم المنطقة قبل عام 1914 كارايسين (Karaisin)، وقد كان يقطنها وقتئذٍ بعض العائلات ذات الأصل الـفلاخي (فلاخيا = إحدى أقاليم رومانيا).
بعد عام 1917 عندما حدث حريق سالونيك الكبير، أقيمت بها مساكن مؤقتة للناس الذين أخلوا من المدينة، وكان جلهم من الـيهود. ولكنهم (اليهود) سرعان ما تركوا مساكنهم المؤقتة وهاجروا. سكن فيها بعد ذلك لاجئين من تراقيا ثم من آسيا الصغرى وذلك بعد الحرب اليونانية-التركية، وخاصة اليونانيون المهجرون من مدينة كارس في شرق تركيا الحالية.
أطلق عليها عام 1929 اسم كارايسين بوليخني (Karaisin Polichni) بمعنى الـبلدة الصغيرة. ازذاد عدد سكانها بعد العام 1947 عندما قدم إليها نازحون بسبب الحرب الأهلية اليونانية من المناطق الجبلية والريفية في البلاد، وأصبحت مدينة يعمل غالبية أهلها بالأشغال العضلية.

## متفرقات
- أهم نادي رياضي في المدينة هو إثنيكوس ميتيورون.
- تعتبر من أكثر ضواحي سالونيك جذباً للسكان نظراً لقربها من مركز المدينة، وفي نفس الوقت سهولة اتصالها بالطرق الدولية والوطنية المحيطة بها.

## وصلات خارجية
- موقع المدينة الرسمي